# Gejjehosahalli, Nagamangala
Gejjehosahalli là một làng thuộc tehsil Nagamangala, huyện Mandya, bang Karnataka, Ấn Độ.